# تام اندرسون (بازیکن فوتبال)
تام اندرسون (انگلیسی: Tom Anderson؛ زادهٔ ۲ سپتامبر ۱۹۹۳) بازیکن فوتبال اهل بریتانیا است.
از باشگاه‌هایی که در آن بازی کرده‌است می‌توان به باشگاه فوتبال بارو، باشگاه فوتبال هاید، باشگاه فوتبال هالیفاکس تاون، باشگاه فوتبال لینکولن سیتی، باشگاه فوتبال چسترفیلد، باشگاه فوتبال کارلایل یونایتد، و باشگاه فوتبال برنلی اشاره کرد.